# Эвагора, Эван
Эван Эвагора (англ. Evan Evagora) — австралийский актёр. Он наиболее известен по роли ромуланца Эльнора в телесериале «Звёздный путь: Пикар» (с 2020 года по настоящее время).

## Биография

### Ранняя жизнь
Эвагора родился в Мельбурне, младшим из семи детей в семье Мари и Кристоса. Его родители оба мигрировали в Австралию: мать, уроженка островов Кука маори, из Новой Зеландии, когда ей было 20 лет, а отец с Кипра, когда ему было три года.
Эвагора вырос в Мельбурне, где учился в средней школе Кью. Его школьные интересы включали спорт, особенно бокс и австралийский футбол. Он также интересовался театром, написал пьесу, в которой играл роль Роува Макмануса.
Эвагора, похоже, ждала спортивная карьера. Он выиграл чемпионат штата по боксу, и играл за футбольный клуб «Фицрой» в играх любительской футбольной ассоциации штата Виктория и футбольной ассоциации штата Виктория. После школы он провёл год, путешествуя по Европе с друзьями. Затем Эвагора поступил в киношколу в Южном Мельбурне.

### Карьера
Во время учёбы в киношколе Эвагора был замечен в качестве модели компанией, представляющей интересы моделей и актёров, и позже переехал в Сидней для работы актёром, а затем в Лос-Анджелес.
Эвагора сыграл роль Ника Тейлора в фильме «Остров фантазий», который вышел в феврале 2020 года.
Эвагора сыграл главную роль в фильме «Звёздный путь: Пикар» в роли Эльнора, ромуланского эксперта по рукопашному бою. Он стал первым австралийцем, занявшим постоянную роль в телесериале «Звёздный путь». Его роль быстро получила прозвище «космический Леголас» от пользователей Интернета, основанное на сходстве с персонажем из фильмов «Властелин колец», включая стиль имени.
В интервью австралийскому журналу, опубликованному в ноябре 2019 года, Эвагора сообщил, что будет сниматься во втором сезоне сериала «Звёздный путь: Пикар» в 2020 году.

## Фильмография

### Фильм
| Год  | Русское название | Оригинальное название | Роль       |
| ---- | ---------------- | --------------------- | ---------- |
| 2020 | Остров фантазий  | Fantasy Island        | Ник Тейлор |

### Телесериалы
| Год     | Title                | Оригинальное название | Роль        | Примечания               |
| ------- | -------------------- | --------------------- | ----------- | ------------------------ |
| 2019    | Неизвестный город    | Secret City           | Патрон      | Серия: «Сломанная птица» |
| 2020-22 | Звёздный путь: Пикар | Star Trek: Picard     | Эльнор      | 15 эпизод                |
| 2020-22 | Готовая комната      | The Ready Room        | Самого себя | 2 эпизод                 |
| 2021    | Дома и в пути        | Home and Away         | Майк        | Серия: «Эпизод 7566»     |

### Видеоигры
| Год  | Title      | Роль                   | Примечания                           |
| ---- | ---------- | ---------------------- | ------------------------------------ |
| 2022 | The Quarry | Николас «Ник» Фурцилло | Голос, захват движения и модель лица |